# San José (Candelaria)
Pour les articles homonymes, voir San José.
San José est l'une des sept paroisses civiles de la municipalité de Candelaria dans l'État de Trujillo au Venezuela. Sa capitale est Las Llanadas.